# Distretto di Ploërmel
Il distretto di Ploërmel era una divisione territoriale francese del dipartimento del Morbihan, istituita nel 1790 e soppressa nel 1795.
Era formato dai cantoni di Ploërmel, Campénéac, Caro, Guer, Loyat, Malestroit, Mauron, Neant e Sérent.